# Kalciumaskorbat
Kalciumaskorbat är ett antioxidationsmedel med e-nummer E302. Kan även användas som surhetsreglerande medel. Används till exempel för att stabilisera den röda färgen i köttprodukter. Inga kända hälsorisker.